# Coupe de Suède féminine de handball
La Coupe de Suède féminine de handball est une compétition de handball à élimination directe opposants les clubs féminins de Suède. Fondée en 1980, elle donnait accès à la Coupe des vainqueurs de coupe avant d'être arrêtée en 1990. Ce n'est que 31 ans plus tard, en 2021, que la compétition fait sa réapparition.

## Palmarès
Le palmarès est le suivant :
| Saison                            | Vainqueur             | Score         | Finaliste          |
| --------------------------------- | --------------------- | ------------- | ------------------ |
| 1979/80                           | Stockholmspolisens IF | 25–15         | Norrköpings HK     |
| 1980/81                           | Irsta HF              | 28–14         | HP Warta           |
| 1981/82                           | Irsta HF              | 22–13         | Göteborg Kvinnliga |
| 1982/83                           | Stockholmspolisens IF | 29–15         | HK Silwing/Troja   |
| 1983/84                           | HK Silwing/Troja      | 15–14         | Irsta HF           |
| 1984/85                           | Stockholmspolisens IF | 22–20         | Irsta HF           |
| 1985/86                           | Tyresö HF             | 23–18         | Skuru IK           |
| 1986/87                           | Tyresö HF             | 22–13         | Skuru IK           |
| 1987/88                           | RP Linköping IF       | 20–14         | Skuru IK           |
| 1988/89                           | Tyresö HF             | 25–20         | Skuru IK           |
| Pas de compétition de 1989 à 2021 |                       |               |                    |
| 2021/22 (sv)                      | Skuru IK              | 32–26 / 35–33 | Skara HF           |
| 2022/23 (sv)                      | IK Sävehof            | 41–23 / 25–31 | H 65 Höör          |
| 2023/24 (sv)                      | IK Sävehof            | 33–26         | H 65 Höör          |
| 2024/25 (sv)                      | H 65 Höör             | 30–18         | Skuru IK           |

## Bilan
| Rang | Club                  | Titres | Saisons          |
| ---- | --------------------- | ------ | ---------------- |
| 1    | Stockholmspolisens IF | 3      | 1980, 1983, 1985 |
| 1    | Tyresö HF             | 3      | 1986, 1987, 1989 |
| 3    | Irsta HF              | 2      | 1981, 1982       |
| 3    | IK Sävehof            | 2      | 2023, 2024       |
| 4    | HK Silwing/Troja      | 1      | 1984             |
| 4    | RP Linköping IF       | 1      | 1988             |
| 4    | Skuru IK              | 1      | 2022             |
| 4    | H 65 Höör             | 1      | 2025             |